# طومي كالاغان
طومي كالاغان (بالإنجليزية: Tommy Callaghan)‏ هو مدرب كرة قدم ولاعب كرة قدم بريطاني، ولد في 6 ديسمبر 1945 في كودنبيت ‏ في المملكة المتحدة. لعب مع دونفرملين أثلتيك ونادي سلتيك.